# Pozoantiguo
Pozoantiguo es un municipio y localidad española de la provincia de Zamora, en la comunidad autónoma de Castilla y León.

## Localización
Pozoantiguo está situado en el centro de un manchón del último periodo terciario, el plioceno, caracterizado por las famosas 'rañas', formadas por cantos de cuarcita muy redondeasos. Los cantos rodados o morrillos, según el tamaño, mezclados con arcillas dabulosas y arenas. Su potencia es variable, oscilando entre uno y treinta metros, apoyándose sobre el último nivel del mioceno, en el periodo pontiense: el valle del arroyo Adalia, y la comoposición estratigráfica de estos suelos le han dado unas características que han permitido una cierta riqueza de capas de agua, cuyo nivel freático ha permitido desde siempre la abundancia y la calidad de sus aguas, enlazando desde esta característica con el origen de su topónimo. La propia naturaleza le ha brindado su nombre y ahí está desde hace ya algún milenio. 
Situado en Tierra de Pan, rozando la de campos. La población llegó a ser de 1067 habitantes a principios de siglo XX, habiéndose reducido a menos de 300 en el año 2009. 
Está situado en una depresión de terreno, su altitud se encuentra a 715 metros. Desde el pueblo se pueden divisar dos tesos (elevaciones del suelo que han resistido a los efectos de la erosión), recibiendo el nombre de Teso Trillao y Teso Lebrero. 
Cruza el término el arroyo Adalia, que da nombre al monte del pueblo. Allí hay pinares, almendros y en tiempo hubo viñedos, ciruelos y otros frutales. Hay una amplia fauna cinegética entre conejos, liebres, perdices y jabalíes.

## Historia
En Pozoantiguo han aparecido dos placas decoradas de mármol que atestiguan su poblamiento en la época visigoda, cultura cuya presencia ha sido ampliamente documentada en la comarca de Toro.
Fue uno de los territorios reconquistados por el Reino de León, en el que se integró, por lo que se vio afectado por el proceso repoblador que emprendieron sus monarcas en el alfoz toresano. El primer documento que menciona a esta localidad está relacionado con la llegada de los cistercienses a Moreruela en el año 1143. El nombre del arroyo ‘Adalia’ goza de las más puras reminiscencias de los árabes, llegados hasta estas tierras. En los documentos más antiguos el nombre del pueblo aparece con “Poçatigo” y “Poço antiguo” derivado del latín “puteus antiquus”, al que daría origen la abundancia de manantiales que hay en el lugar. Así, el 16 de abril de 1159 Pozoantiguo aparece mencionado en una donación a la diócesis de Zamora por parte del conde Osorio y su mujer Teresa. Tuvo un hospital para pobres y caminantes, que ya existía en 1552 y que pervivió hasta el siglo XIX bajo la administración de una cofradía.
Por otro lado, desde las Cortes de León de 1188, Pozoantiguo fue una de las localidades representadas por la ciudad de Toro en Cortes, siendo una de las que integró posteriormente la provincia de Toro, dependiendo desde la Edad Media de la vicaría y el arciprestazgo toresano.
Ya en la Edad Contemporánea, Pozoantiguo quedó adscrito mediante la división provincial de 1833, a la provincia de Zamora, dentro de la Región Leonesa, la cual, como todas las regiones españolas de la época, carecía de competencias administrativas. En 1834 se integró en el partido judicial de Toro, En esta época, mediado el siglo XIX, Pascual Madoz en su Diccionario geográfico-estadístico-histórico de España y sus posesiones de Ultramar recogía la existencia de tres iglesias parroquiales en Pozoantiguo (San Pedro, San Salvador y San Juan Bautista).
Tras la constitución de 1978, Pozoantiguo pasó a formar parte en 1983 de la comunidad autónoma de Castilla y León, en tanto  municipio integrado en la provincia de Zamora.

## Geografía humana

### Demografía
Cuenta con una población de 190 habitantes (INE 2024).
| Gráfica de evolución demográfica de Pozoantiguo entre 1842 y 2021 |
| |
| Población de derecho según los censos de población del INE Población de hecho según los censos de población del INEEn estos censos se denominaba Pozo Antiguo: 1842, 1857 y 1860 |

### Economía
La agricultura y la ganadería son los pilares fundamentales de la economía de Pozoantiguo. Los cultivos propios de este terreno son los de secano, como los cereales (trigo, cebada, avena, centeno). Con la apertura de los pozos de sondeo se incluyeron la remolacha y el girasol entre los cultivos. 
Los rebaños de ganado ovino son los más abundantes, habiéndose rondado las 3000 ovejas. En un tiempo las razas que formaban estos rebaños era las autóctonas (castellana y churra), predominando posteriormente la raza assaff por dar mayor producción de leche. También existe una explotación de cerdas de cría. 
El pueblo dispone de dos talleres mecánicos, un taller de torno, uno de electricidad, dos residencias de ancianos, una tienda de alimentación, un centro de recreo para la tercera edad, un consultorio médico, una farmacia, un bar, una iglesia destinada al culto.

## Símbolos
Escudo
En campo de oro un pozo de piedras, con arco de hierro y polea, del que salen tres espigas de trigo, todo ello en sable.
Bandera
Rectangular, de proporción 2:3, de color rojo vivo con el escudo municipal al centro, en sus colores. En bordadura, una cenefa de bordados picados en negro.

## Monumentos
Las escuelas del pueblo: es el edificio actual más importante, singular y único en este tipo de población. En estas Escuelas se observa la arquitectura de trazado moderno y funcional, sin abandonar la cuidada fachada y el remate de su composición. Se nombraron así, en plural, porque cuando se edificaron una parte era par niñas y otra para niños. Se construyeron gracias a Ismael Calvo Madroño, que llegó a ser consejero de Instrucción Pública del Rey, y senador, y era natural de Pozoantiguo. El centro costó 96.291,57 pesetas, redactó el proyecto el arquitecto Francisco Ferriol y ejerció de maestro de obras y albañil Macario Rico, que llevó la obra a conciencia. Fue inaugurada, por todo lo alto, el 25 de julio de 1917. En la actualidad alberga el centro de recreo para la tercera edad. 
La iglesia del Salvador es del siglo XVIII, obra del arquitecto toresano Francisco Díez. Es de una sola nave, muy bien articulada en el interior, por pilastras adosadas, enlazadas mediante arcos de medio punto, que dejan capillas hornacinas bajo ellos, y perpiaños para refuerzo de la bóveda, tabicada, de lunetos y de cuatro tramos. 
Iglesia de San Juan Bautista, del siglo XV. Se quemó totalmente en el año 1940 por lo que apenas conserva piezas importantes propias. El incendio se debió a la costumbre de alumbrar muertos. Se puede ver en su interior el antiguo retablo de la iglesia de San Salvador, recientemente restaurado, que posee cuatro columnas salomónicas que lo divide en tres calles y hornacinas en cada una de ellas, un San Miguel de medio metro policromado del siglo XVI, que se salvó de las llamas y un Cristo Crucificado de 1,40 m del siglo XVII.

## Fiestas
Esta localidad celebra la festividad de San Antón (Fiesta de quintos), el 17 de enero, Adalia, el 1 de mayo. 
En la madrugada del día 1 de mayo los quintos colocan 'el Mayo', que es uno de los pinos más altos que encuentran en el monte, dejándole solo unas pocas ramas en la copas del árbol, ya que utilizan las demás para llevalras a las ventanas de las quintas. Además se hace la tradicional carrera de cintas (hace años era la carrera de gallos). Primero los quintos leen la 'relación' (rimas hechas con los acontecimietnos sucecidos en el pueblo), y a continuación pasan al galope a caballo intentando agarrar las cintas.

### Tradiciones
El 1 de marzo la única cofradía existente en este municipio saca en procesión la talla del Santo Ángel Custodio, de donde deriva el nombre de la cofradía del Ángel. 
El 11 de noviembre, festividad de San Martín, comienza la época tradicional de Matanza. La matanza es una de las costumbres que ha sobrevivido a los cambios. La víspera se preparan las herramientas y demás utensilios necesarios (tajuela, artesas, cuelmos, sogas, cuchillos, etc.). El animal se sacrifica en el corral o la calle. A continuación se chamusca con paja y se lava con tejones, abriendo el vientre del animal para sacarle las tripas y proceder al despiece del cerdo y echar la carne al adobo. Las tripas se usan para los chorizos. Generalmente al día siguiente se hacen los embutidos. 
En cuanto al folclore hay tres bailes típicos: 'El Bolero', 'Las Boleras' y 'Las Alforjas' de Pozoantiguo. El traje tradicional está compuesto por manteo, pañuelo con lentejuelas y mandil justillo. Además se llevan cintas en el pelo y faltriquera. Los motivos florales y los matenos alegres son aspectos esenciales del traje.

## Gastronomía
Marcada por la tradición cerealista de los terrenos, complementada con la ganadería, especialmente porcino y lanar. Son platos típicos las sopas de ajo, el dos y pingada (formado por dos huevos fritos, rebanadas de tocino frito y tostas de pan frito en manteca) y los productos del cerdo: chorizo, salchichón, jamón y los magníficos torreznos en manteca. 
De la repostería destacar el rebojo, las flores de carnaval, el bollo maimón, las torrijas, etc.